# 822 a.C.

## Eventos
- A primeira menção (em registros chineses) aos Hunos. Eles emergiram do planalto ao norte do Tibete. As fontes chinesas afirmam que, na virada do século III a.C., os hunos pressionaram ao leste em território Han, obrigando os imperadores chineses a construírem a Grande Muralha.[1]
- Tratado de paz entre o rei tibetano e o imperador Tang

## Mortes
- Qin Zhong (秦仲), o quarto governante do estado de Qin, é assassinado na batalha contra os Rongs.[2]